# هانا آرسنیچ بارلن

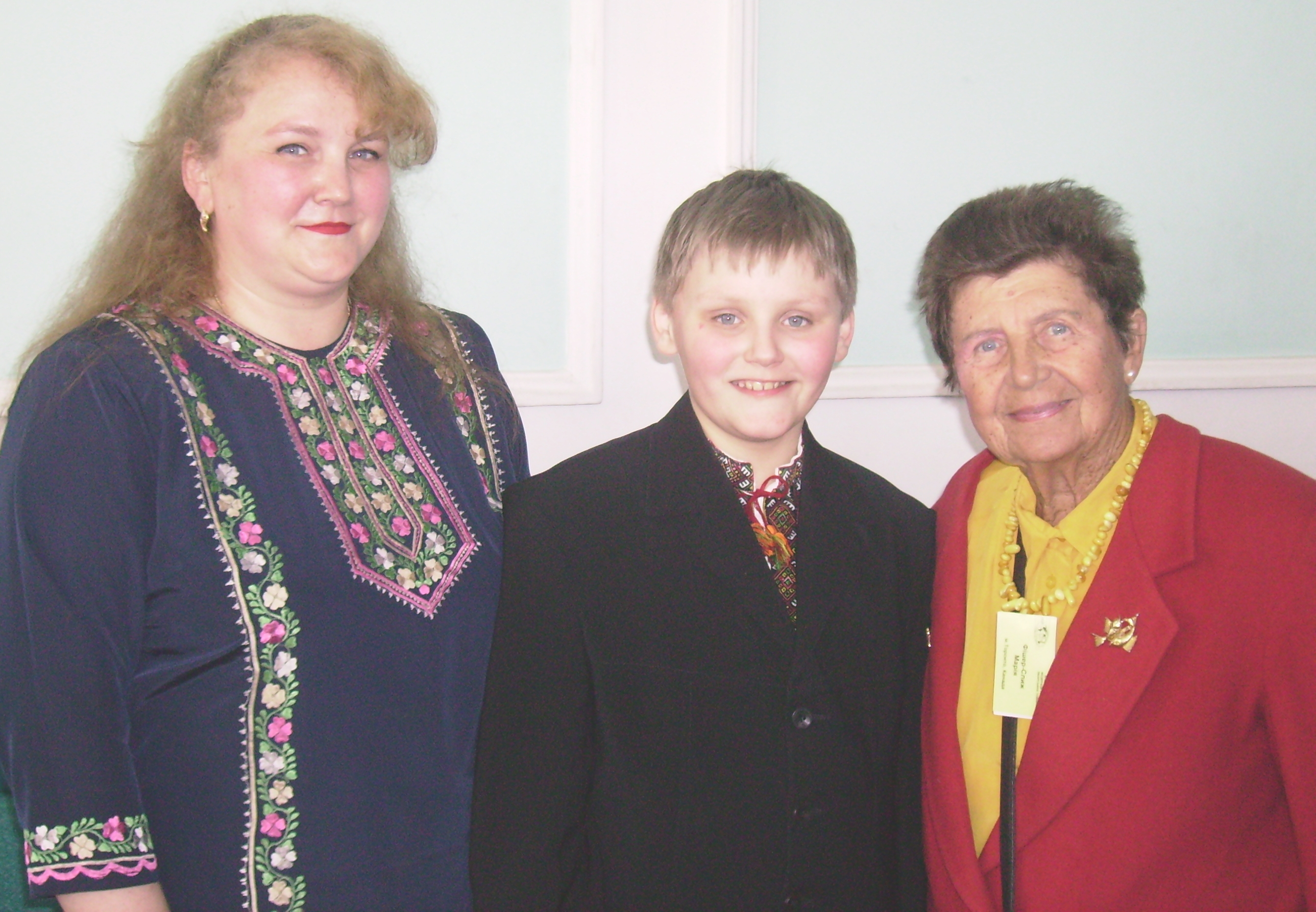
هانا آرسنیچ بارلن، نویسنده اوکراینی

هانا آرسنیچ بارلن (اوکراینی: Hanna Arsenych-Baran زادهٔ۲۶ ژوئن ۱۹۷۰ – ۱ آوریل ۲۰۲۱) نویسنده اهل اوکراین بود.
او نایب رئیس (از سال ۲۰۱۱) و بعداً رئیس (از سال ۲۰۱۶) سازمان اتحادیه نویسندگان به نام  NSPU در انگلستان بود.
آرسنیچ بارلن در ۱ آوریل ۲۰۲۱ در ۵۰ سالگی درگذشت.